# Nannophlebia eludens
Nannophlebia eludens is een libellensoort uit de familie van de korenbouten (Libellulidae), onderorde echte libellen (Anisoptera).
De wetenschappelijke naam Nannophlebia eludens is voor het eerst geldig gepubliceerd in 1908 door Tillyard.